# Secuieni (Harghita)
Secuieni é uma comuna romena localizada no distrito de Harghita, na região histórica da Transilvânia. A comuna possui uma área de 40.42 km² e sua população era de 2788 habitantes segundo o censo de 2007.